# Xã Pike, Quận Bradford, Pennsylvania
Xã Pike (tiếng Anh: Pike Township) là một xã thuộc quận Bradford, tiểu bang Pennsylvania, Hoa Kỳ. Năm 2010, dân số của xã này là 671 người.